# Siccia caffra
Siccia caffra är en fjärilsart som beskrevs av Walker 1854. Siccia caffra ingår i släktet Siccia och familjen björnspinnare. Inga underarter finns listade i Catalogue of Life.